# Mario D. Fenyo
Mario D. Fenyo (1935-) es un historiador y traductor de origen húngaro.

## Biografía
Nacido en Budapest el 9 de septiembre de 1935 e hijo del escritor y político húngaro Miksa Fenyő, es autor de obras como Hitler, Horthy, and Hungary: German-Hungarian Relations, 1941-1944 (Yale University Press, 1972), sobre las relaciones entre la Hungría de Miklós Horthy y el Tercer Reich durante la Segunda Guerra Mundial; o Literature and Political Change: Budapest, 1908—1918 (The American Philosophical Society, 1987); entre otras.
También ha sido traductor al inglés de obras publicadas originalmente en húngaro, como The Life of a Communist Revolutionary (1993), de Béla Kun; István Bethlen: a great conservative statesman of Hungary, 1874-1946 (1995), de Ignác Romsics; o The Hungarian Revolution of 1956: Myths and Realities  (2006), de László Eörsi. Ha sido profesor en centros educativos como la Universidad Católica de Puerto Rico o Bowie State University, entre otros.